# When the Light Fades
Pour plus de détails, voir Fiche technique et Distribution.
When the Light Fades est un film muet américain réalisé par Wallace Reid et sorti en 1913.

## Synopsis
John Robertson et son frère Fred sont deux pêcheurs inséparables. Tous deux aiment la même femme, la jolie Jennie Blair. Mais John, plus audacieux, parle à la belle le premier et conquiert son cœur…

## Fiche technique
- Titre : When the Light Fades
- Réalisation : Wallace Reid
- Scénario :
- Photographie :
- Montage :
- Producteur :
- Société de production : American Film Manufacturing Company
- Société de distribution : Mutual Film
- Pays d'origine :  États-Unis
- Langue : film muet avec les intertitres en anglais
- Format : Noir et blanc — 35 mm — 1,33:1 — Muet
- Genre : Film dramatique
- Durée : 10 minutes
- Dates de sortie : 
  -  États-Unis : 24 février 1913

## Distribution
- Edward Coxen : Fred Robertson
- Lillian Christy : Jennie Blair
- Eugene Pallette : John Robertson